# Монтебелло-делла-Батталья
Монтебелло-делла-Батталья (італ. Montebello della Battaglia) — муніципалітет в Італії, у регіоні Ломбардія,  провінція Павія.
Монтебелло-делла-Батталья розташоване на відстані близько 440 км на північний захід від Рима, 55 км на південь від Мілана, 21 км на південь від Павії.
Населення — 1645 осіб (2014).
Покровитель — Gervaso.

## Демографія
Населення за роками:

Станом на 1 січня 2023 року в муніципалітеті офіційно проживали 103 іноземці з 18 країн, серед них 46 громадян країн Євросоюзу та 15 громадян України.

## Сусідні муніципалітети
- Борго-Пріоло
- Кастеджо
- Кодевілла
- Лунгавілла
- Торрацца-Косте
- Верретто
- Вогера

## Міста-побратими
- Палестро, Італія (1984)